# 레위니옹섬꾸밈낮도마뱀붙이
리유니언 아일랜드 오네이트 데이 게코(Reunion Island ornate day gecko), 마나패니 데이 게코(Manapany day gecko)라 불리는 레위니옹섬꾸밈낮도마뱀붙이(Phelsuma inexpectata)는 심각한 멸종위기에 처한 주행성 도마뱀붙이류의 일종이다. 이 녀석들은 인도양의 레위니옹섬에서만 발견되며, 주로 나무에 서식하고 곤충, 꽃꿀을 먹는다.

## 형태
레위니옹섬꾸밈낮은 꼬리까지 최대 12 cm에 불과하여 낮도마뱀붙이류 중에서는 제일 작은 축에 속한다. 몸은 짙은 초록색을 띈다. 주둥이에서 목까지 세 개의 붉은 줄무늬가 이어지다 얼룩무늬로 흩어져 꼬리까지 이어지는데, 암컷은 얼룩무늬가 거의 없다. 굵은 갈색 줄무늬와 가는 백녹색 줄무늬가 눈 뒤에서부터 앞다리 위까지 이어진다. 주둥이는 부분적으로 암청색을 띈다. 배는 황백색이다.

## 분포
레위니옹섬꾸밈낮은 레위니옹섬(en:Réunion)에 고유하다. 이 녀석들은 Manapany-Les-Bains, St.-Joseph 지역의 해안가에서 발견된다. 이 지역은 섬에서 도시화와 농경지화가 제일 크게 이루어져있으며, 도마뱀붙이류의 서식지는 심각하게 조각났다. 이 녀석들은 보통 파파야, 바나나, 판단 따위의 범열대 초목 등등의 나무에서 서식한다. 인류의 영역에서도 보금자리를 틀어서 우편함, 울타리에서 목격되는데 상대적으로 건조하고 덥다.

## 습성
레위니옹섬꾸밈낮은 다양한 곤충 따위의 무척추동물을 먹는다. 부드럽고 달달한 과일, 꽃가루, 꽃꿀도 먹는다.
새끼는 온도가 28 °C 일 때 대략 50–52 일 후에 부화하며, 신생아는 꼬리까지 48mm에 달한다.

## 보전
이 종은 심각한 멸종위기에 처해있으며, 2011년에는 개체수가 3,000-5,000 마리에 불과했다. 1995년에 5,000-10,000 마리에 달했던 것과 비교해볼 때 심각하게 줄어들었다고 할 수 있다. 하지만 CITES에 기재되지도 않았고 국제적으로 보호받지도 않는다.

## 사육
이 종은 상당히 겁이 많고 굉장히 빠르다. 애완동물 시장이 개체수에 끼치는 영향에 대해서는 알려진 바가 없다. 어떤 사람들은 이 종을 번식시켜 팔기도 한다.